# Мюллер, Георг Элиас
Георг Элиас Мюллер (нем. Georg Elias Müller, 1850—1934) — немецкий философ
 и педагог, один из первых экспериментальных психологов Германии.
Профессор в городе Геттингене. Впервые получил известность остроумной критикой Фехнерова «психофизического закона» и самостоятельной, покоящейся на математически точных основаниях разработкой основных вопросов психофизики.
В конце XIX века Георг Мюллер являлся одним из виднейших представителей этой новой области знания. К нему приезжали учиться, как немецкие граждане, так и подданные из других стран, включая Российскую империю, в частности его учениками были П. О. Эфрусси и В. С. Серебреников.